# 糸口村
糸口村（いとぐちむら）は、大分県宇佐郡にあった村。現在の宇佐市の一部にあたる。

## 地理
中津平野の中央、伊呂波川の下流に位置していた。

## 歴史
- 1889年（明治22年）4月1日、町村制の施行により、宇佐郡上時枝村、猿渡村、下時枝村、上高村、下高村が合併して村制施行し、糸口村が発足[1][2]。旧村名を継承した上時枝、猿渡、下時枝、上高、下高の5大字を編成[2]。役場を大字上時枝に設置に、のち大字下時枝に移転した[2]。
- 1907年（明治40年）糸口村信用購買販売組合（大字下高）設立[2]
- 1954年（昭和29年）3月31日、宇佐郡四日市町、天津村、長峰村、横山村、麻生村、高家村、八幡村と合併し、四日市町が存続して廃止された[1][2]。

## 産業
- 農業[2]

## 交通

### 道路・橋梁
- 1933年（昭和8年）時局匡救事業、時枝・猿渡線道路開通[2]。県道開通[2]。
- 1935年（昭和10年）昭和橋落成[2]
- 1936年（昭和11年）県道善光寺駅停車線落成[2]

## 教育
- 1915年（大正4年）糸口村立実業補習学校開校[2]